# 西北口水库
西北口水库位于中国湖北省宜昌市夷陵区，是以灌溉为主，兼有发电、防洪等功能的大（二）型水库。水库大坝是中国第一座用现代技术修建的混凝土面板堆石坝。
西北口水库除险加固工程于2001年4月开工，2001年8月完工。